# Ute Luig
Ute Luig (* 26. August 1944 in Villingen) ist eine deutsche Ethnologin. Sie ist Professorin emerita der Freien Universität Berlin.

## Leben und akademischer Werdegang
Nach dem Studium der Ethnologie, Soziologie, Geographie und Germanistik in Freiburg im Breisgau (1966 bis 1972) mit Studienaufenthalt an der Makerere-Universität in Kampala (1968 bis 1970) promovierte Luig 1972 an der Albert-Ludwigs-Universität in Freiburg über das Thema Ursache und Wirkung der Urbanisierung in Kampala-Mulago unter besonderer Berücksichtigung der Kiga. 1987 habilitierte sie sich im Fach Ethnologie an dem Institut für Ethnologie und Afrikastudien der Universität Mainz mit der Schrift Ethnogenese und interne Dynamik der Baule 1700 bis 1912. 
Von 1990 bis zu ihrer Emeritierung 2010 hatte Ute Luig eine Professur für Ethnologie an der Freien Universität Berlin inne; 2006/2007 war sie Dekanin des Fachbereichs Politik und Sozialwissenschaften, 2007 Mitglied von Exzellenzprojekten. Von 1996 bis 2003 unternahm sie zahlreiche Feldforschungen und Studienaufenthalte auf dem afrikanischen Kontinent.
Für Forschungen und Seminarreihen zur Förderung der Gender Studies in der Kurdologie wurde Luig 1998 mit dem Margherita-von-Brentano-Preis der Freien Universität Berlin ausgezeichnet. 2005 erhielt die Wissenschaftlerin das Bundesverdienstkreuz am Bande.

## Auszeichnungen
- 1998 Margherita-von-Brentano-Preis.
- 2005 Verdienstorden der Bundesrepublik Deutschland am Bande.